# Onthophagus maryatiae
Onthophagus maryatiae là một loài bọ cánh cứng trong họ Bọ hung (Scarabaeidae).